# 三塁手

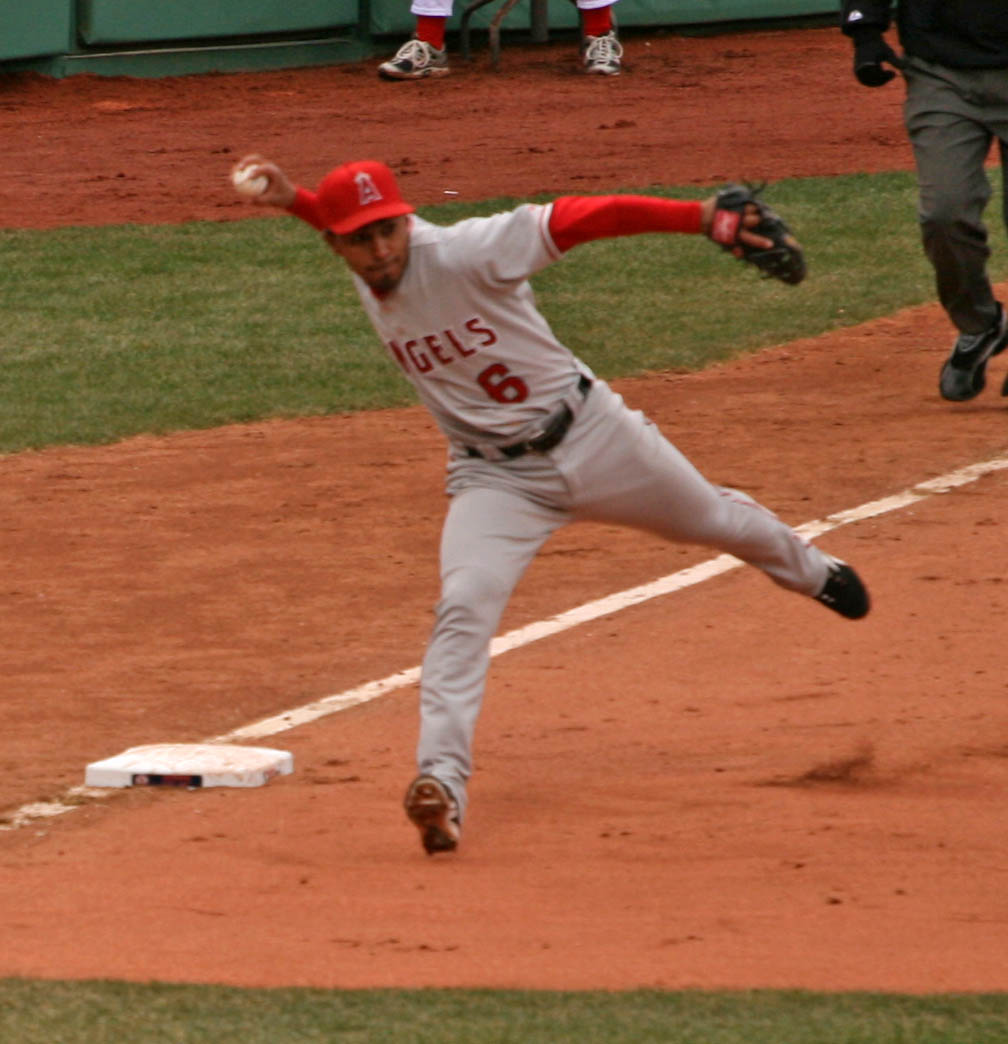
一塁へ送球する三塁手（マイサー・イズトゥリス）

三塁手（さんるいしゅ、英: third baseman）は、野球やソフトボールにおいて、三塁周辺を守る内野手。守備番号は5。英略字は3B（3rd Basemanから）。日本ではサードとも呼ばれる。

## 概要
三塁手はゴロを捕球した場合に内野の中でも最も遠い一塁に送球をするため時間の余裕が少なく、確実な捕球能力と肩の強さと正確な送球能力が求められる。また、遊撃手よりも打者から近い位置にいるため、打球に勢いがある時点で捕球する必要があること、右打者の中でも中軸を打つような選手が放つ痛烈な打球が三塁線に飛んで来やすいことなどから、素早く動ける反射神経が重要となる。
主に処理するのは三塁線寄りの打球から遊撃手前方への打球、三塁周辺から本塁近くまでのファウルゾーンを含めた浅いフライである。遊撃手方向への緩い打球は三塁手のほうが打球に近いために前進してこれを捕球をすることが多い。投手の守備負担を減らす目的もあって、投手が捕球できる範囲の打球が三塁手に任せられることもある。また三塁後方の浅いフライは、サイド（横目）から打球を見て追うことができる遊撃手の方が落下点が推測しやすいため、遊撃手に任せられることが多い。
球速の速い打球が多く飛んでくることもあり、多少は肩の弱い選手であっても守備位置をやや前に出すことによって打者走者を封殺することが出来る。逆に遊撃手も務まる程度の肩を持った三塁手の場合であれば、守備位置を下げることで守備範囲を広げることができる。また、右投げの選手に比べて打球捕球後の一塁送球の動作に時間がかかるため、遊撃手と同様にプロにおいては左投げの三塁手はほとんど存在しない。
ベースをまわる走者の足が確かにベースに触れているかを監視することは三塁手の役目である。走者の足がベースを踏んでいないとみたら、すぐさまボールを要求して走者を刺す。
NPBでは長嶋茂雄の影響により、「強打者の花形ポジション」と称されてきた。2000年代以降、そういった表現はあまり見受けられず、例えば2016年シーズンは「規定打席に到達＆100試合以上三塁手を務めた」日本人選手がわずか3人であった。
一方で、2021年のセ・リーグ本塁打王のタイトルを分け合った岡本和真（巨人）と村上宗隆（ヤクルト）は、共に100試合以上三塁手を務めている（岡本は同年は全試合で三塁手）。